# Édouard Francomme
Édouard Francomme est un acteur français, né le 8 novembre 1893 dans le  20e arrondissement de Paris, arrondissement où il est mort le 12 décembre 1980.

## Filmographie
- 1930 : Sous les toits de Paris de René Clair
- 1931 : Le Million de René Clair
- 1931 : La Voie du bonheur de Léo Joannon
- 1931 : Le Rosier de madame Husson de Dominique Bernard-Deschamps
- 1932 : La Perle de René Guissart
- 1932 : Les Gaietés de l'escadron de Maurice Tourneur : un soldat à la pluche des patates
- 1933 : Quatorze juillet de René Clair
- 1933 : Toto de Jacques Tourneur
- 1934 : Le Dernier Milliardaire de René Clair
- 1935 : Debout là-dedans ! d'Henry Wulschleger
- 1935 : Paris mes amours d'Alphonse-Lucien Blondeau
- 1936 : Tout va très bien madame la marquise de Henry Wulschleger
- 1937 : La Femme du bout du monde de Jean Epstein
- 1938 : Eusèbe député d'André Berthomieu
- 1939 : La Piste du nord ou La Loi du nord de Jacques Feyder : un trappeur
- 1939 : La Charrette fantôme de Julien Duvivier : un homme au cabaret
- 1939 : Untel père et fils de Julien Duvivier
- 1940 : Monsieur Hector de Maurice Cammage
- 1941 : Moulin Rouge d'Yves Mirande et André Hugon : un maître d'hôtel
- 1941 : Volpone de Maurice Tourneur : un Vénitien
- 1941 : Péchés de jeunesse de Maurice Tourneur
- 1942 : Mademoiselle Swing de Richard Pottier : un bagagiste
- 1942 : À vos ordres, Madame de Jean Boyer
- 1942 : Madame et le Mort de Louis Daquin
- 1943 : Le Capitaine Fracasse d'Abel Gance
- 1943 : Picpus de Richard Pottier
- 1943 : Échec au roy de Jean-Paul Paulin
- 1943 : Permissionnaires, n'oubliez-pas ! de François Mazeline (court métrage)
- 1945 : Les Caves du Majestic de Richard Pottier
- 1946 : La Fille du diable d'Henri Decoin : un homme à l'église
- 1947 : Le silence est d'or de René Clair
- 1947 : L'Arche de Noé d'Henry Jacques : un passant
- 1947 : Les amoureux sont seuls au monde d'Henri Decoin
- 1947 : Jour de fête de Jacques Tati
- 1947 : Un flic de Maurice de Canonge : un inspecteur
- 1947 : Quai des Orfèvres de Henri-Georges Clouzot
- 1948 : L'Armoire volante de Carlo Rim
- 1948 : Impasse des Deux-Anges de Maurice Tourneur
- 1948 : Les Casse-pieds de Jean Dréville
- 1949 : Le Cœur sur la main d'André Berthomieu : un copain de Raoul
- 1949 : La Maternelle de Henri Diamant-Berger : un policier
- 1949 : Portrait d'un assassin de Bernard Roland : un homme du cirque
- 1949 : Pas de week-end pour notre amour de Pierre Montazel : le braconnier
- 1949 : La Fabrication du savon de Bernard Borderie (court métrage)
- 1950 : Bibi Fricotin de Marcel Blistène
- 1950 : Souvenirs perdus de Christian-Jaque le bistrotier dans le sketch : Une cravate de fourrure
- 1950 : La Rue sans loi de Marcel Gibaud : un spectateur
- 1951 : Agence matrimoniale de Jean-Paul Le Chanois
- 1951 : Le Costaud des Batignolles de Guy Lacourt : un homme dans la file d'attente
- 1952 : Les Dents longues de Daniel Gélin : le bistrot
- 1952 : Nous sommes tous des assassins de André Cayatte
- 1952 : Les Vaincus (I Vinti) de Michelangelo Antonioni
- 1952 : Les Belles de nuit de René Clair : un révolutionnaire
- 1952 : Cent francs par seconde de Jean Boyer : un cheminot en grève
- 1953 : Les Vacances de monsieur Hulot de Jacques Tati : le voisin de table de M. Hulot
- 1953 : Virgile de Carlo Rim
- 1953 : Dortoir des grandes d'Henri Decoin : un consommateur
- 1954 : Poisson d'avril de Gilles Grangier : un consommateur
- 1954 : Le Mouton à cinq pattes d'Henri Verneuil : un consommateur
- 1954 : Papa, maman, la bonne et moi de Jean-Paul Le Chanois : le voisin célibataire
- 1954 : Port du désir de Edmond T. Gréville : un marin danseur
- 1954 : Le Comte de Monte-Cristo de Robert Vernay : un homme aux fiançailles (1)
- 1955 : Razzia sur la chnouf d'Henri Decoin : un client du bistrot
- 1955 : Des gens sans importance d'Henri Verneuil : le bistrot
- 1955 : Pas de pitié pour les caves d'Henri Lepage : le vendeur de journaux
- 1956 : Elena et les Hommes de Jean Renoir
- 1956 : La Bande à papa de Guy Lefranc : l'agent du car assommé
- 1956 : Je reviendrai à Kandara de Victor Vicas
- 1956 : Cinq millions comptant de André Berthomieu : un spectateur de l'émission
- 1957 : Porte des Lilas de René Clair : un habitué du café
- 1958 : Les Misérables de Jean-Paul Le Chanois : un secrétaire de mairie (première époque)
- 1958 : Mon oncle de Jacques Tati : un peintre
- 1958 : Les Jeux dangereux de Pierre Chenal : un consommateur
- 1958 : Les Truands de Carlo Rim : un voleur à la tire
- 1959 : Faibles Femmes de Michel Boisrond
- 1959 : Archimède le clochard de Gilles Grangier : le clochard qui veut prendre le chien
- 1959 : Un témoin dans la ville de Édouard Molinaro : un voyageur du métro
- 1959 : Oh ! Qué mambo de John Berry : le serveur
- 1959 : Babette s'en va-t-en guerre de Christian-Jaque
- 1960 : Le Baron de l'écluse de Jean Delannoy : un client de l'auberge
- 1960 : La vérité d'Henri-Georges Clouzot : un homme à l'audience
- 1960 : Les Vieux de la vieille de Gilles Grangier : un consommateur
- 1960 : La Française et l'Amour, segment Le Mariage de René Clair
- 1961 : Dans la gueule du loup de Jean-Charles Dudrumet : le conférencier
- 1961 : Tout l'or du monde de René Clair : un conseiller municipal
- 1962 : Un cheval pour deux de Jean-Marc Thibault
- 1962 : Leviathan de Léonard Keigel : le vieillard
- 1962 : Un singe en hiver d'Henri Verneuil : un habitué du café
- 1962 : Le Gentleman d'Epsom de Gilles Grangier : un parieur sur les champs de courses
- 1962 : Le Soupirant de Pierre Étaix
- 1962 : Les Femmes d'abord de Raoul André : le garagiste
- 1962 : Le Monte-Charge de Marcel Bluwal : un homme à la messe
- 1963 : Mélodie en sous-sol d'Henri Verneuil : Marcel
- 1963 : Maigret voit rouge de Gilles Grangier : un consommateur
- 1963 : Judex de Georges Franju
- 1964 : Une souris chez les hommes ou Un drôle de caïd de Jacques Poitrenaud : un convoyeur
- 1964 : L'Abonné de la ligne U de Yannick Andreï
- 1964 : Mata Hari de Jean-Louis Richard
- 1964 : Playtime de Jacques Tati
- 1964 : Tintin et les Oranges bleues de Philippe Condroyer
- 1965 : Moi et les hommes de quarante ans de Jack Pinoteau : le balayeur
- 1965 : Le Tonnerre de Dieu de Denys de La Patellière : le serveur du restaurant
- 1965 : Les Bons Vivants de Georges Lautner et Gilles Grangier : l'homme transportant des dossiers
- 1965 : Pleins feux sur Stanislas de Jean-Charles Dudrumet : le serveur bousculé de l'hôtel des Trois couronnes
- 1966 : Marie Tudor d'Abel Gance (téléfilm)
- 1967 : Le Soleil des voyous de Jean Delannoy : un client
- 1967 : Le Samouraï de Jean-Pierre Melville
- 1969 : Hibernatus d'Édouard Molinaro
- 1970 : Le Cinéma de papa de Claude Berri : un acteur
- 1970 : Le Cercle rouge de Jean-Pierre Melville : un gardien du cercle
- 1971 : Sur un arbre perché de Serge Korber : un homme lors de l'allocution politique

## Théâtre
- 1959 : On ne badine pas avec l'amour d'Alfred de Musset, mise en scène René Clair, théâtre national de Chaillot